# Rua Norte (Belém)
Rua Norte, também chamado rua Ladeira do Castelo, é a primeira via pública de trânsito aberta no então município de "Santa Maria de Belém do Pará", também chamado de "Nossa Senhora de Belém do Grão Pará" (atual município de Belém do Pará), dando origem ao bairro Cidade (atual bairro da Cidade Velha), durante a criação da Capitania do Grão-Pará na década de 1620 no governo do capitão-mor Bento Maciel Parente, na era do Brasil Colônia (1500–1815).
A Rua Norte foi integrada a rua Siqueira Mendes (no atual bairro da Cidade Velha), denominação em homenagem ao então presidente da Província em 1868, Manuel José de Siqueira Mendes.

## História
Em 1616, quando os portugueses criaram o novo povoado colonial (villa) Feliz Lusitânia (atual Belém do Pará) na então Conquista do Para, iniciou um período de batalhas contra os estrangeiros (holandeses, ingleses, franceses) e contra os habitantes iniciais (indígenas) buscando assegurar o domínio português na Conquista, em um processo de colonização e escravização tentando implantar um modelo econômico baseado na exploração do trabalho indígena e dos recursos primários. Resultando na Revolta Tupinambá, que em janeiro de 1619 tomaram o Forte do Castelo, mas Gaspar Cardoso mudou o curso da guerra ao assassinar o cacique-guerreiro Guamiaba Tupinambá.
Outras revoltas indígenas ocorreram até julho de 1620, quando em 1621 Bento Maciel Parente, sargento-mor da capitania do Cabo Norte, investiu sobre os índios Tapajós, dizimando-os e dominando a Conquista do Pará. Com a vitória este foi nomeado Capitão-Mor do Grão-Pará, a Conquista foi transformada na então Capitania do Grão-Pará (junto a criação do Estado do Maranhão, com sede em São Luiz), e o povoado foi elevado à categoria de município com a denominação de "Santa Maria de Belém do Pará" ou "Nossa Senhora de Belém do Grão Pará" (posteriormente "Santa Maria de Belém do Grão Pará" até à atual Belém) quando foram abertas as primeiras ruas da região, originando o histórico bairro Cidade (atual bairro da Cidade Velha). Bento Maciel durante seu governo fortificou o Forte do Presépio, rebatizado-o como "Forte Castelo do Senhor Santo Cristo". E, posteriormente ordenou outras investidas contra os invasores holandeses, expulsando-os da colônia. 
A primeira rua, criada na década de 1620, iniciava no Forte do Presépio, foi chamada Rua do Norte e Ladeira do Castelo, sendo modernamente rebatizada como rua Siqueira Mendes, em homenagem ao então presidente da Província do Pará em 1868, o cônego Manuel José de Siqueira Mendes (ex-senador imperial).
Atualmente esta região é chamada de "Complexo Arquitetônico e Paisagístico Feliz Lusitânia" no bairro Cidade Velha, que cresceu às margens do rio Guamá, desde a fundação da cidade em 1616. Agora possui inúmeros prédios de arquitetura colonial, casarões antigos muitos dos quais tombados como patrimônio pelo IPHAN (Instituto do Patrimônio Histórico e Artístico Nacional), que passaram pelo Ciclo da Borracha (1800/1900), com muito dinheiro e luxo europeu em Belém, presente até hoje em suas fachadas e estruturas. São um elo entre a origem da população de Belém e os dias de hoje.